# Parotis
Parotis is een geslacht van vlinders uit de familie van de grasmotten (Crambidae), uit de onderfamilie van de Spilomelinae. De wetenschappelijke naam voor dit geslacht is voor het eerst voorgesteld door Jacob Hübner in een publicatie uit 1831.

## Soorten
- P. amboinalis (Swinhoe, 1906)
- P. angustalis (Snellen, 1895)
- P. ankaratralis Marion, 1954
- P. arachnealis (Walker, 1859)
- P. athysanota (Hampson, 1912)
- P. atlitalis (Walker, 1859)
- P. baldersalis (Walker, 1859)
- P. bracata (E. Hering, 1901)
- P. brunneomarginalis (Kenrick, 1907)
- P. chlorochroalis (Hampson, 1912)
- P. confinis (Hampson, 1899)
- P. costulalis (Strand, 1912)
- P. egaealis (Walker, 1859)
- P. fallacialis (Snellen, 1890)
- P. fasciculata (Aurivillius, 1910)
- P. impia (Meyrick, 1934)
- P. incurvata (Warren, 1896)
- P. invernalis (Joannis, 1927)
- P. laceritalis (Kenrick, 1907)
- P. marginata (Hampson, 1893)
- P. marinata (Fabricius, 1784)
- P. minor (Pagenstecher, 1884)
- P. nigroviridalis (Pagenstecher, 1888)
- P. niphopepla (Meyrick, 1933)
- P. ogasawarensis (Shibuya, 1929)
- P. pomonalis (Guenée, 1854)
- P. prasinalis (Saalmüller, 1880)
- P. prasinophila (Hampson, 1912)
- P. punctiferalis (Walker, 1866)
- P. pusillalis (Strand, 1912)
- P. pyritalis (Hampson, 1912)
- P. squamitibialis (Strand, 1912)
- P. squamopedalis (Guenée, 1854)
- P. suralis (Lederer, 1863)
- P. triangulalis (Strand, 1912)
- P. vernalis (Hampson, 1912)
- P. vertumnalis (Guenée, 1854)
- P. zambesalis (Walker, 1866)